# بخش سوان کریک (شهرستان فولتون، اوهایو)
بخش سوان کریک (به انگلیسی: Swan Creek Township) یک منطقهٔ مسکونی در ایالات متحده آمریکا است که در شهرستان فولتن، اوهایو واقع شده‌است.
 بخش سوان کریک ۱۰۹٫۴ کیلومتر مربع مساحت و ۸٬۵۶۶ نفر جمعیت دارد و ۲۰۴ متر بالاتر از سطح دریا واقع شده‌است.